# تماشا (روزنامه)
روزنامه تماشا، با مضمون ورزشی، اجتماعی، فرهنگی و هنری کار خود را در ۱۴ اردیبهشت ۱۳۹۰ در ۳۶ صفحه تمام‌رنگی آغاز کرد. این روزنامه بعداً در ۲۸ صفحه و در حال حاضر با ۲۴ صفحه منتشر می‌شود. تماشا اولین روزنامه در ایران است که مانند روزنامه‌های  تبلوید با دو جلد رویی و پشتی منتشر می‌شود. جلد رویی این روزنامه همواره ورزشی است و جلد پشتی آن اغلب هنری و گاهی اجتماعی است.

## آغاز به کار
انتشار تماشا با ساختارشکنی‌های فراوان در عرصه مطبوعات ایران، سر و صدای زیادی به همراه داشت. این روزنامه با اختصاص بیش از نیمی از روزنامه به مسائل ورزشی، رقابت خود را با سایر روزنامه‌های ورزشی ایران آغاز کرد اما با اختصاص صفحاتی به مسائل اجتماعی و پرداختن اختصاصی به اخبار مرتبط با ادب و هنر، سعی کرد نیاز مخاطب ورزشی را کاملاً پاسخ دهد. هیوا یوسفی و سیامک رحمانی که سابقه کار در روزنامه‌ها و مجلات ورزشی و فرهنگی دارند سردبیران این روزنامه هستند.

## بخش‌های روزنامه

### فوتبال ایران
مهدی شادمانی و مهدی امیرپور از اولین شماره روزنامه تماشا به عنوان دبیران سرویس فوتبال ایران فعالیت می‌کردند. در صفحات فوتبال ایران روزنامه تماشا صفحات جداگانه به تیم ملی فوتبال ایران، باشگاه‌های  پرسپولیس و  استقلال، تیم‌های شهرستانی و مسائل مربوط به  فدراسیون فوتبال ایران اختصاص داده شده‌است. ستون‌های تماشاگرنما، شهرباران، روبرو آماده باش و تماشاگران از ستون‌های ثابت و محبوب این روزنامه به‌شمار می‌روند.

### ورزش جهان
صفحات ورزش جهان روزنامه تماشا در اختیار کسری امام‌صفاری قرار دارد. در این صفحات به تمام ورزش‌ها در کشورهایی غیر از ایران پرداخته می‌شود. اهم اخبار این صفحات به فوتبال اروپا و جهان اختصاص دارد اما رقابت‌های مهم از جمله  NBA، فرمول یک، تنیس، دو و میدانی، شنا و غیره در صفحات ورزش جهان منتشر می‌شود. در این صفحات ستونی با عنوان «خبرنگار خودم» وجود دارد که پیغام‌های اهالی سرشناس ورزش در صفحات توییتر آن‌ها، عیناً چاپ می‌کند.

### منهای فوتبال
روزنامه تماشا به سایر ورزش‌های داخل ایران توجه داشته و صفحاتی با عنوان «منهای فوتبال» را در اختیار اخبار مربوط به ورزش‌هایی غیر از فوتبال در ایران اختصاص داده‌است. لیلی خرسند دبیر این صفحات است و اخبار مربوط به همه ورزش‌ها از جمله کشتی، وزنه‌برداری، ورزش‌های رزمی، والیبال، بسکتبال و سایر ورزش‌ها را پوشش می‌دهد.

### اجتماعی
تماشا به هدف آگاهی رساندن به مخاطب ورزشی خود در خصوص اخبار اجتماعی، صفحاتی را به این موضوع اختصاص داده که نیلوفر منصوریان دبیر این بخش است. در این صفحات علاوه بر توجه به اخبار اجتماعی در سراسر جهان، اخبار مهم داخل ایران دربارهٔ اموری از جمله  دانشگاه‌ها، اخبار مربوط به یارانه، بازار و سایر اخباری که نیاز به اطلاع‌رسانی در مورد آن‌ها (غیر از اخبار سیاسی) حس می‌شد خبررسانی می‌کند.

### ادب و هنر

جلد پشتی روزنامه تماشا مربوط به سرویس ادب و هنر که خبر رسیدن جایزه اسکار به فیلم جدایی نادر از سیمین با چاپ عکسی از اصغر فرهادی منتشر کرده‌است

هدی ایزدی مسئولیت صفحات ادب و هنر را بر عهده دارد و اخبار مربوط به  سینمای ایران و جهان، موسیقی، تئاتر،  تلویزیون را پوشش می‌دهد. این بخش از روزنامه جلد اختصاصی دارد و آخرین صفحه روزنامه مانند اولین صفحه، که جلد بخش ورزشی محسوب می‌شود، به عنوان جلد بخش ادب و هنر مورد استفاده قرار می‌گیرد که تیتر اخبار مهم اجتماعی نیز روی آن کار می‌شود.

## بسته شدن
روزنامه تماشا که با مشکلات مالی عدیده‌ای همراه بود سرانجام در شهریورماه سال ۱۳۹۲ در حالی که طرق مختلف صرفه‌جویی از جمله کم کردن صفحات و تعدیل نیرو را پیموده بود بسته شد. اغلب اعضای روزنامه تماشا از جمله سردبیران آن در حال حاضر در حال انتشار هفته‌نامه تماشاگران امروز هستند که برای بسیاری یادآور هفته‌نامه تماشاگران است. 